# Akijama Tojohiro
Akijama Tojohiro (秋山 豊寛; Hepburn: Akiyama Toyohiro; Tokió, 1942. július 22. –) japán újságíró, riporter és űrhajós.

## Élete
A Nemzetközi Keresztény Egyetemen szerzett újságírói diplomát. 1966-ban csatlakozott a japán Tokyo Broadcasting System riportereihez, 1967–1971 között dolgozott a BBC-nek, később a TBS külföldi híreiért felelő részleg tagja lett. 1984 és 1988 között a TBS Washington D.C.-ben lévő részlegének feje lett. 1989. augusztus 17-től részesült űrhajóskiképzésben. Összesen 7 napot, 21 órát és 54 percet töltött a világűrben. Az első kereskedelmi űrrepülés, az első japán, aki a világűrben, a Mir-űrállomáson járhatott. Felemelkedéskor és visszatérés alkalmával kamerát helyeztek el a felszálló-leszállóegységben, rögzítve az űrhajósok reakcióit az egyes felemelkedési-leereszkedési fokozatokban. Az újságíró összesen 10 óra televíziós, 20 óra rádióadást közvetített a vevőállomások irányába. Űrhajós pályafutását 1990. december 10-én fejezte be. Az űrrepülés után a TBS hírrészlegének igazgatóhelyettese lett. 1995-ben ment nyugdíjba.

## Űrrepülések
- Szojuz TM–11 űrhajóval 1990. december 2-án indult a Mir űrállomásra.
- Szojuz TM–10 űrhajóval 1990. december 10-én hagyományos módszerrel – ejtőernyős leereszkedéssel – érkezett vissza a Földre.